# Преображенский, Дмитрий Александрович
Дми́трий Алекса́ндрович Преображе́нский (род. 15 июня 1972 года, Ярославль, Ярославская область, РСФСР, СССР) — российский хоккеист.

## Карьера
Воспитанник ярославского хоккея. Игровую карьеру начал в 1992 году в местных клубах «Торпедо» (игравшем в Межнациональной хоккейной лиге), и «Торпедо-2».
В 1993—2001 годы играл в нескольких клубах российских младших дивизионов — «Коминефть» / «Коми ТЭК» из Нижнего Одеса, энгельсском «Химике», кирово-чепецкой «Олимпии», нижнетагильском «Спутнике», норильском «Заполярнике». Исключением стала часть сезона 1996/1997, когда Преображенский представлял польский клуб из Торуни «ТТХ Метрон».
В сезонах 2001/2002 и 2002/2003 играл в составе «Бреста», выступавшего в высшей лиге первенства Белоруссии.
Завершил игровую карьеру в 2004 году в «Сарове»
В настоящее время является тренером-преподавателем СДЮСШОР в Ярославле.